# Шемшево
 Тази статия е за селото в България.  За селото в Северна Македония вижте Шемшево (Община Йегуновце).  
Шемшево е село в Северна България. То се намира в община Велико Търново, област Велико Търново.

## География
Село Шемшево се намира в Дунавската равнина в близост до областния център Велико Търново. Землището му се отличава с разнообразен терен, с различна надморска височина от 130 м. за ниските, равни части и 220 м. за високите.

## Население
Численост на населението според преброяванията през годините:
| \| Година на преброяване \| Численост \| \| --------------------- \| --------- \| \| 1934 \| 921 \| \| 1946 \| 911 \| \| 1992 \| 486 \| \| 2001 \| 578 \| \| 2011 \| 523 \| \| 2021 \| 579 \| |           |
| Година на преброяване | Численост |
| 1934 | 921       |
| 1946 | 911       |
| 1992 | 486       |
| 2001 | 578       |
| 2011 | 523       |
| 2021 | 579       |

### Етнически състав
Преброяване на населението през 2011 г.
Численост и дял на етническите групи според преброяването на населението през 2011 г.:
|                     | Численост | Дял (в %) |
| Общо                | 523       | 100.00    |
| Българи             | 445       | 85.08     |
| Турци               | 50        | 9.56      |
| Цигани              | 9         | 1.72      |
| Други               |           |           |
| Не се самоопределят |           |           |
| Неотговорили        | 14        | 2.67      |

## Културни и природни забележителности
- Тракийска крепост ”Малкия мял”

### Образование
- Читалище ”Напредък -1911”

## Личности
- Акад. Борислав Боянов – съоснователите на Факултета по математика и информатика във Великотърновския университет „Св. св. Кирил и Методий“

## Спорт
- Футболен клуб – Шемшево, Стадион „Петър Шартов“